# José Boiteux
José Boiteux là một đô thị thuộc bang Santa Catarina, Brasil. Đô thị này có diện tích 405,519 km², dân số năm 2007 là 4840 người, mật độ 11,5 người/km².